# Robert Charles Sproul
Robert Charles Sproul, (13 de fevereiro de 1939, em Pittsburgh, 14 de dezembro de 2017 Pensilvânia) foi um teólogo novo calvinista estadunidense e pastor. Ele foi o fundador e presidente da Ligonier Ministries, uma organização para produção de mídia e discussão teológica sediada em Orlando), era ouvido diariamente no programa de rádio Renewing Your Mind difundido nos Estados Unidos e em mais 60 países. A Ligonier realiza várias conferências teológicas a cada ano, incluindo a principal conferência realizada anualmente em Orlando, Flórida, em que Sproul era um dos principais oradores.
Sproul era um dos passageiros no trem de Amtrak que descarrilhou no naufrágio do trem de Big Bayou Canot em 1993, e frequentemente mencionava relatos em primeira mão da história.

## Educação
Sproul possuía diplomas do Westminster College, Pensilvânia (BA, 1961), Pittsburgh-Xenia Theological Seminary (M.Div, 1964), Universidade Livre de Amsterdã (Drs., 1969) e do Whitefield Theological Seminary (PhD, 2001). Ele tinha ensinado em numerosas universidades e seminários, incluindo o Reformed Theological Seminary em Orlando e Jackson, Mississippi, e Knox Theological Seminary em Ft. Lauderdale.
Um dos mentores de Sproul era John Gerstner, um professor dele no Pittsburgh-Xenia Theological Seminary. Os dois, juntamente com outro estudante de Gerstner, Arthur Lindsley, co-escreveram o livro Apologética Clássica em 1984. O ministério de Sproul, Ligonier Ministries, fez gravações de Gerstner ensinando vários cursos sobre teologia e a Bíblia.

## Carreira
Sproul serviu como co-pastor na capela de Saint Andrew, uma congregação em Sanford, Florida. Foi ordenado como um ancião na Igreja Presbiteriana Unida nos EUA em 1965, mas deixou essa denominação por volta de 1975 e se juntou à Igreja Presbiteriana na América. Ele também era membro do Conselho da  Alliance of Confessing Evangelicals.
Sproul tinha sido um fervoroso defensor do calvinismo em suas muitas publicações impressas, de áudio e vídeo e também é conhecido por sua defesa das abordagens tomistas (clássicas) à apologética cristã, menos comum entre os apologistas reformados, e sua rejeição do pressuposicionalismo em favor da apologética tomista, muitas vezes chamada de "Apologética Clássica". Um tema dominante em muitas das lições de Renewing Your Mind de Sproul é a santidade e a soberania de Deus na bíblia.
Sproul, era um ferrenho crítico da Igreja Católica Romana e da teologia católica, e denunciou o documento ecumênico de 1994 Evangelicals and Catholics Together.
Em 2003, um Festschrift foi publicado em sua homenagem. After Darkness, Light: Essays in Honor of R. C. Sproul incluiu contribuições de Robert Godfrey, Sinclair Ferguson, O. Palmer Robertson, Michael Horton, Douglas Wilson, John F. MacArthur e Jay E. Adams.

## Saúde e morte
Em 18 de abril de 2015, Sproul sofreu um acidente vascular cerebral, e foi internado em um hospital. Cinco dias depois, no dia 23 de abril, Sproul foi para casa do hospital, sem sofrer quaisquer efeitos nocivos. Ele foi, no entanto, diagnosticado com uma condição diabética.
Sproul foi hospitalizado em 2 de dezembro de 2017, devido a dificuldade para respirar, resultado de uma aparente infecção, uma “exacerbação de seu enfisema devido à gripe” (“não pneumonia”). Após um período de doze dias de febre intermitente, sedação e respiração assistida por ventilador, com esforço para restaurar sua função respiratória, Sproul morreu em 14 de dezembro de 2017 (aos 78 anos).

## Publicações
A obra de Sproul A Santidade de Deus é considerada como sua obra seminal sobre o tema do caráter de Deus, e seu livro Not a Chance: The Myth of Chance in Modern Science and Cosmology.
Através do Ligonier Ministries e do programa de rádio Renewing Your Mind e conferências, Sproul havia gerado inúmeras palestras de áudio e vídeo sobre os temas da história da filosofia, teologia, estudo da Bíblia, apologética, design inteligente e vida cristã. Além disso, Sproul escreveu mais de 60 livros e muitos artigos para publicações evangélicas. Em 2006, o  Ligonier Ministries lançou o Reformation Trust Publishing com o objetivo de promover a histórica fé cristã protestante reformada por conhecidos pastores reformados, educadores e líderes de igreja na moderna igreja evangélica.
Sproul também serviu como editor da Reformation Study Bible', um projeto de seis anos de duração, que apareceu em várias edições e também foi conhecida como a New Geneva Study Bible, sendo publicada no Brasil sob dois títulos: Bíblia de Estudo da Fé Reformada e Bíblia de Estudo Genebra.

## Teologia
Sproul foi um pioneiro do renovado interesse pela teologia reformada nos Estados Unidos que tomou o nome de Novo Calvinismo. Ele subscreveu ao Chicago Statement on Biblical Inerrancy, que afirmou a visão norteamericana da inerrância Bíblica, e ele escreveu um comentário sobre esse documento intitulado Explaining Inerrancy. Era  aderente da doutrina da Salvação pelo Senhorio, predestinação meticulosa, 
 do Patriarcado bíblico , incluindo a "disciplina doméstica cristã (direito do marido de disciplinar fisicamente a esposa) .